# Вайнонен, Тойво Потапович
Тойво Потапович Вайнонен (24 апреля 1918, Жоржино — 18 апреля 1985, Петрозаводск, Россия) — советский музыкант-кантелист, один из первых артистов ансамбля «Кантеле», педагог. Соавтор первого самоучителя игре на кантеле. Заслуженный артист Карело-Финской ССР (1947), народный артист Карельской АССР (1971).

## Биография
Родился в селе Жоржини (Савота) (ныне — Жоржино Тосненского района Ленинградской области), в семье крестьянина.
В 18 лет призван в ряды Красной Армии.
В 1936 г. участвовал в созданном на базе воинской части оркестре из солдат и жён командиров.
В 1938 г. поступил в Петрозаводское музыкальное училище (ученик В. П. Гудкова).
В 1940 г. — артист ансамбля «Кантеле». Участвовал в советско-финской войне, в ансамбле при 1-м горнострелковом корпусе Финской народной армии.
В Великую Отечественную войну участвовал в концертной деятельности для фронта, награждён медалью «За доблестный труд в Великой Отечественной войне».
Преподавал в Петрозаводском музыкальном училище, в Петрозаводском доме пионеров (1950—1970-х гг.), Детской музыкальной школе № 1, на кафедре народных инструментов Петрозаводского филиала Ленинградской консерватории, в 1981—1984 гг. совместно с заведующим кафедрой С. В. Борисовым вел первый в истории СССР специализированный класс кантеле.

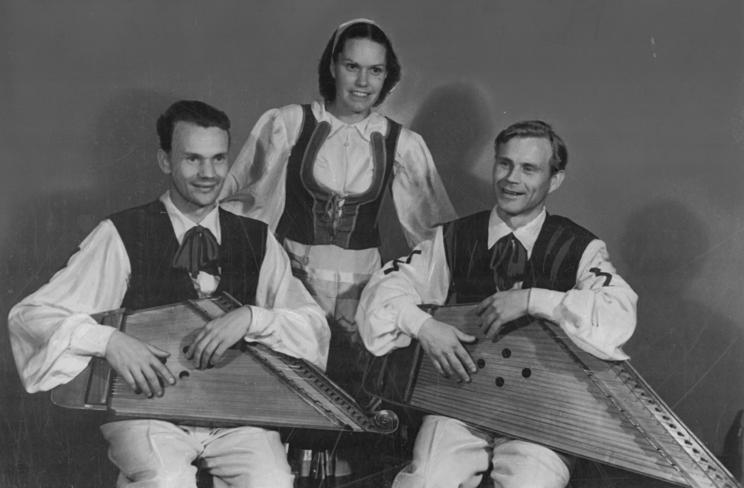
Певица Люция Теппонен, игроки на кантеле Тойво Вайнонен и Максим Гаврилов представляют КФССР на II Всемирном фестивале молодёжи и студентов в Будапеште (1949)

## Семья
Был женат на народной артистке РСФСР певице Сиркке Рикке.

## Награды
- Орден Трудового Красного Знамени (22.09.1959).
- Орден «Знак Почёта» (29.10.1951)[3].
- Народный артист Карельской АССР (1971).
- Заслуженный артист Карело-Финской ССР (1947).

## Ссылка
- Семакова И. Б. Тойво Вайнонен и его «школа»